# Neastacilla longipectus
Neastacilla longipectus är en kräftdjursart som beskrevs av Nunomura 2008. Neastacilla longipectus ingår i släktet Neastacilla och familjen Arcturidae. Inga underarter finns listade i Catalogue of Life.